# Guillermo III de Sicilia
Guillermo III de Sicilia (Palermo, 1185-1198) fue el segundo hijo y sucesor del rey Tancredo de Sicilia y de su esposa Sibila de Acerra.
Subió al trono en febrero de 1194 tras la muerte de su padre (desde septiembre del año anterior era correy tras la muerte de su hermano mayor Roger III de Sicilia), quedando debido a su corta edad bajo la regencia de su madre. Tras siete meses en el trono, fue destronado por el emperador germánico Enrique VI del Sacro Imperio Romano Germánico, que venía reclamando el reino desde hacía años sobre la base de los derechos de su esposa, Constanza I de Sicilia.
Después de dejar de ser rey, no se sabe a ciencia cierta qué le ocurrió ni cuánto tiempo vivió, aceptándose generalmente que murió en torno al año 1198.